# Монастирок (урочище)
Монастиро́к — урочище на території Канівського району Черкаської області України. Розташоване за 3,6 км на північний схід від села Трахтемирів та за 3,4 км на північний захід від села Луковиця.
Урочище представлене степовою ділянкою, обмеженою з півдня лісами, а з півночі стрімко обривається до Канівського водосховища. Берегова ділянка посічена ярами, у гирлі одного з яких міститься джерело.
До утворення водосховища на цьому місці існувало село Монастирок. Назва пішла від Трахтемирівського монастиря, який раніше тут існував. Він був відомим ще з 1578 року, коли польським королем Баторієм він був облаштований як шпиталь-притулок для поранених і старих козаків.

## Галерея

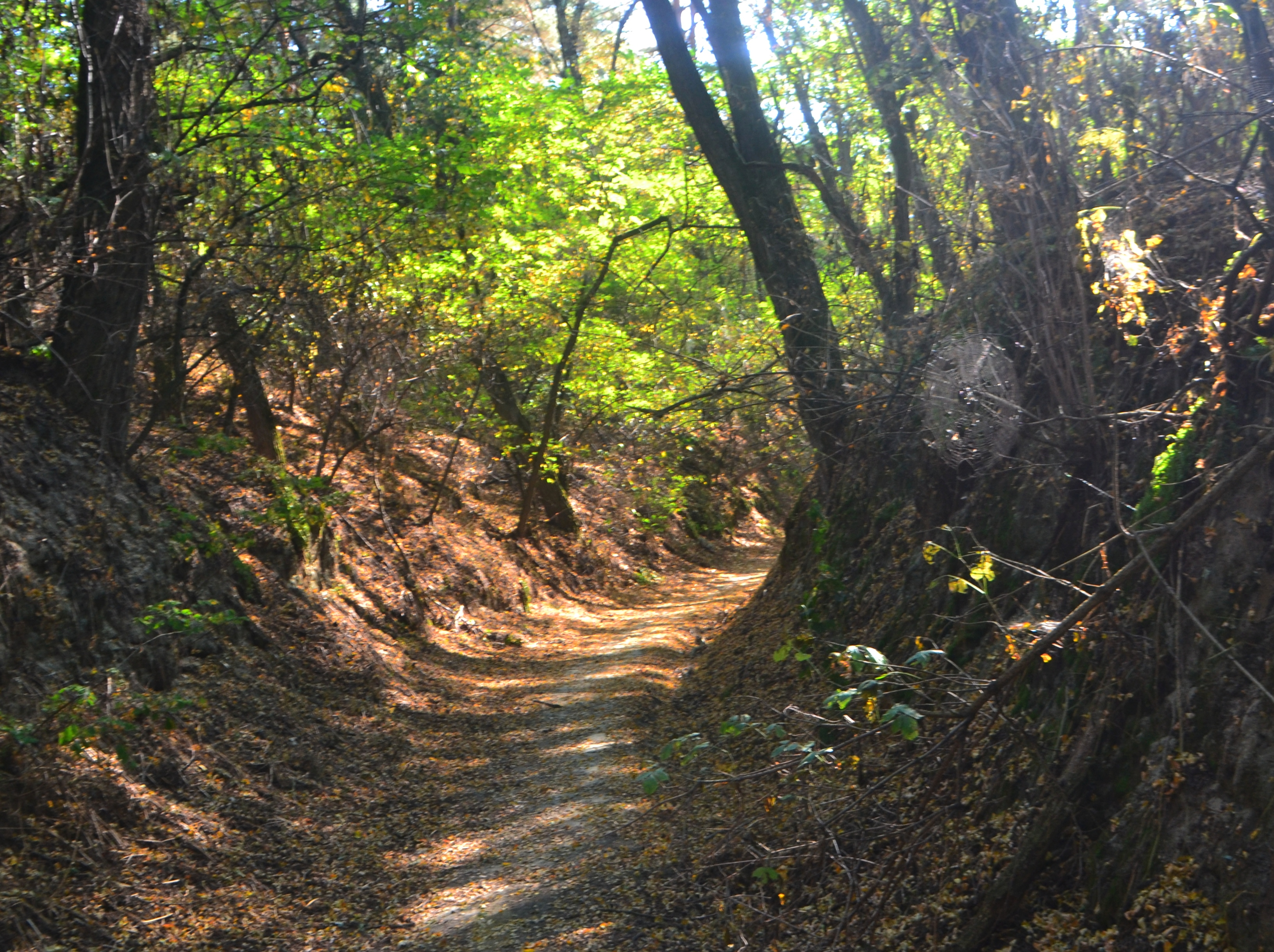
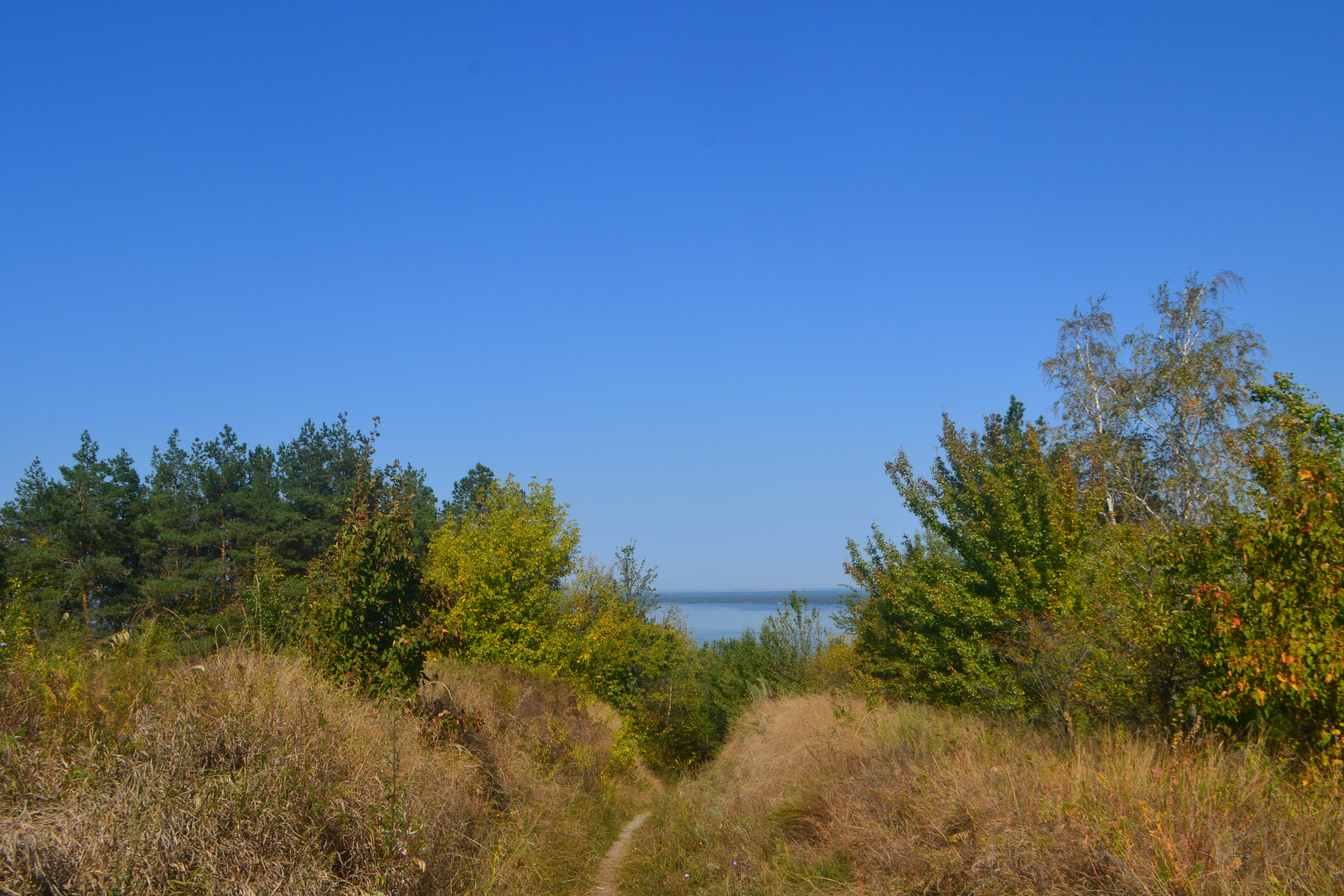
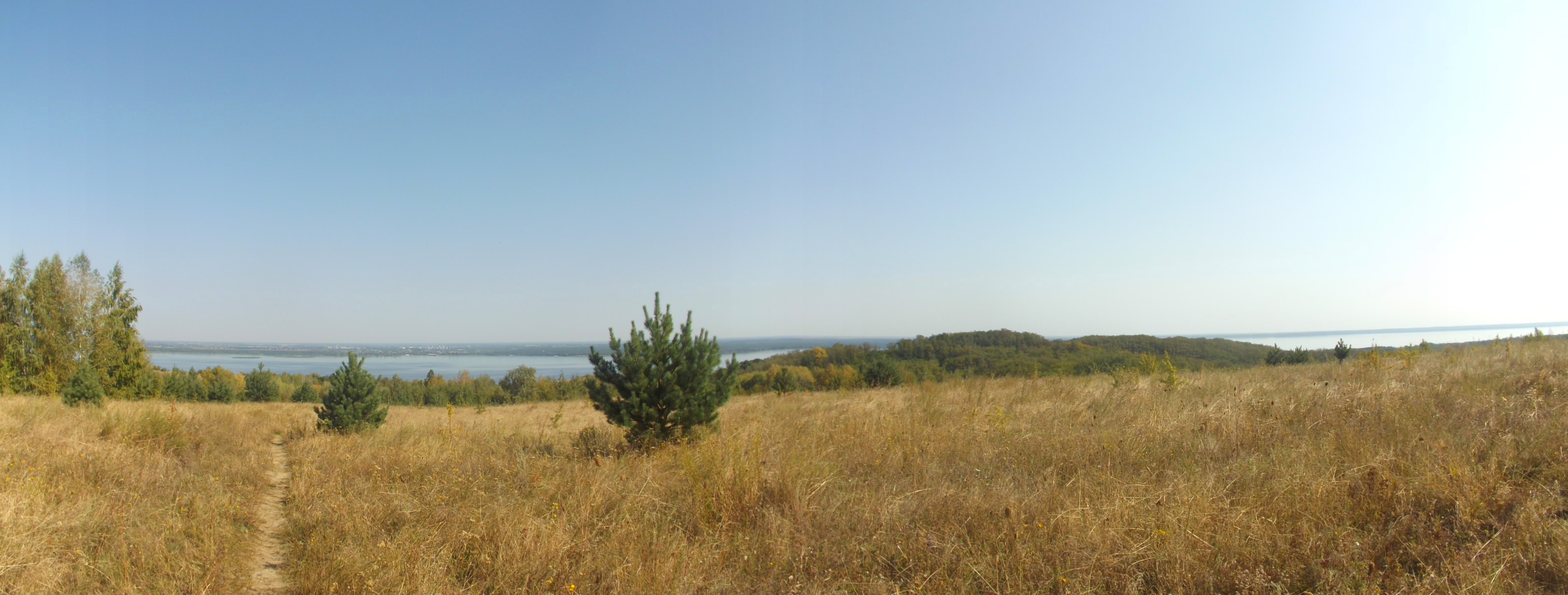
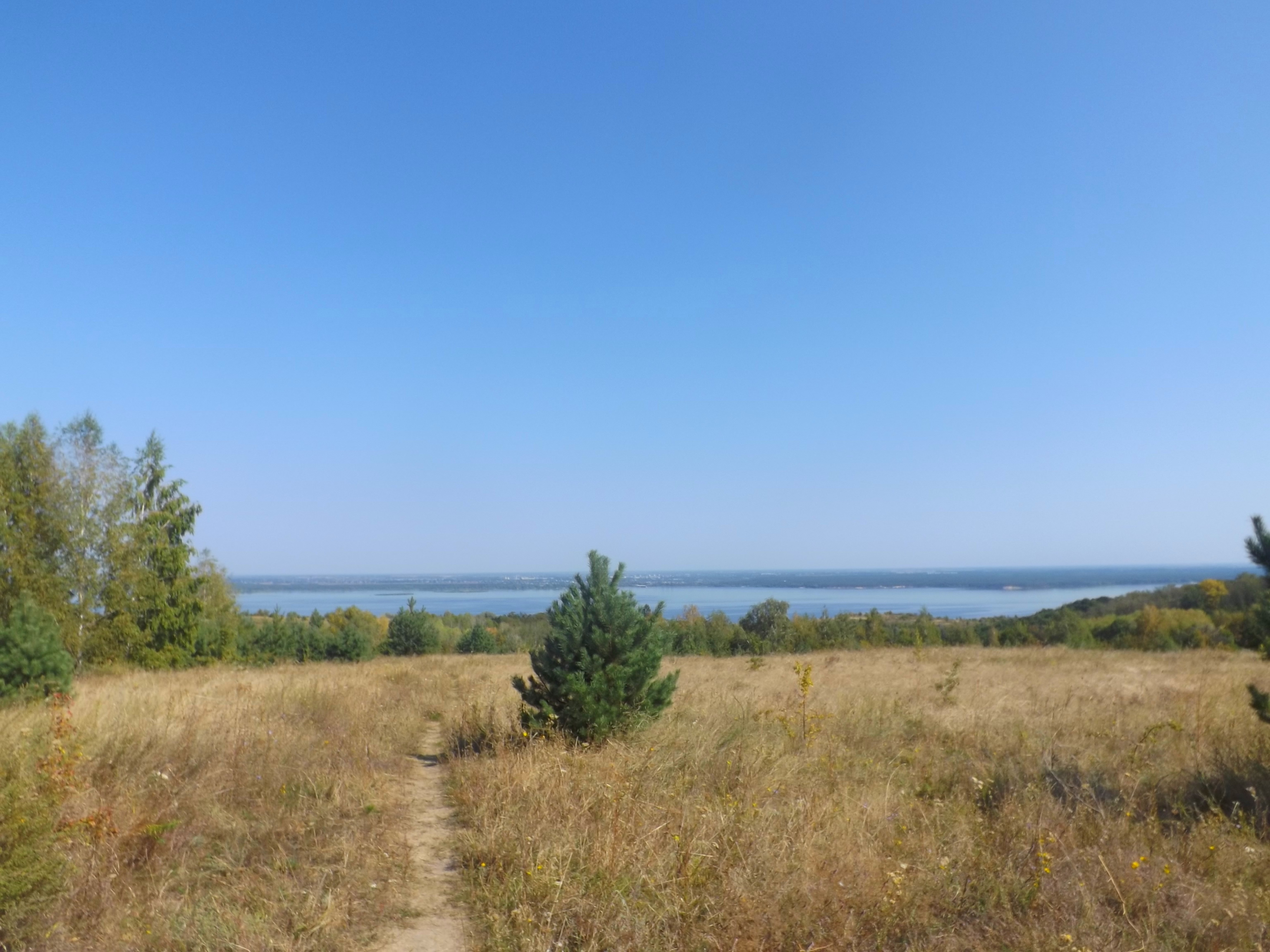
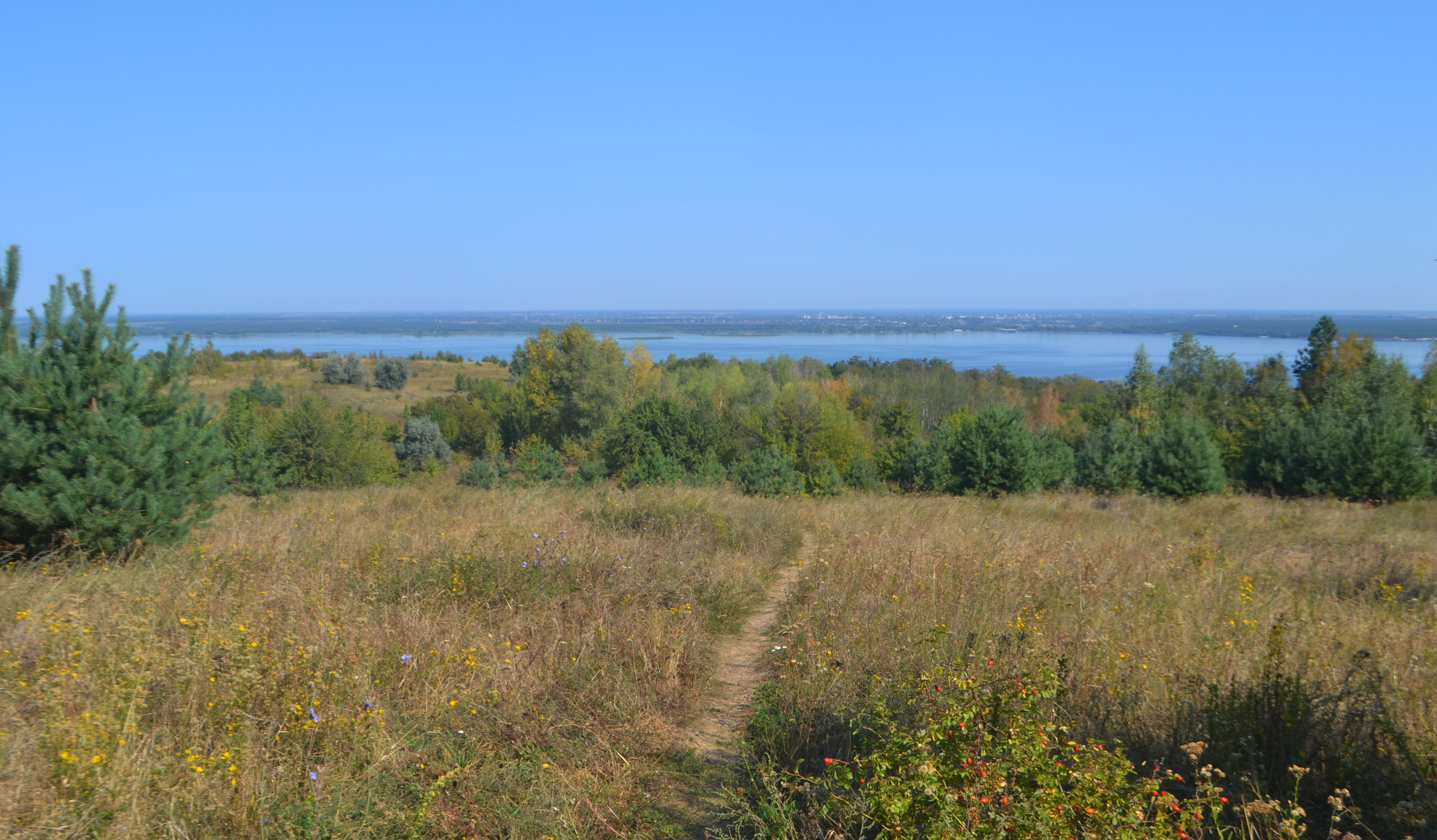
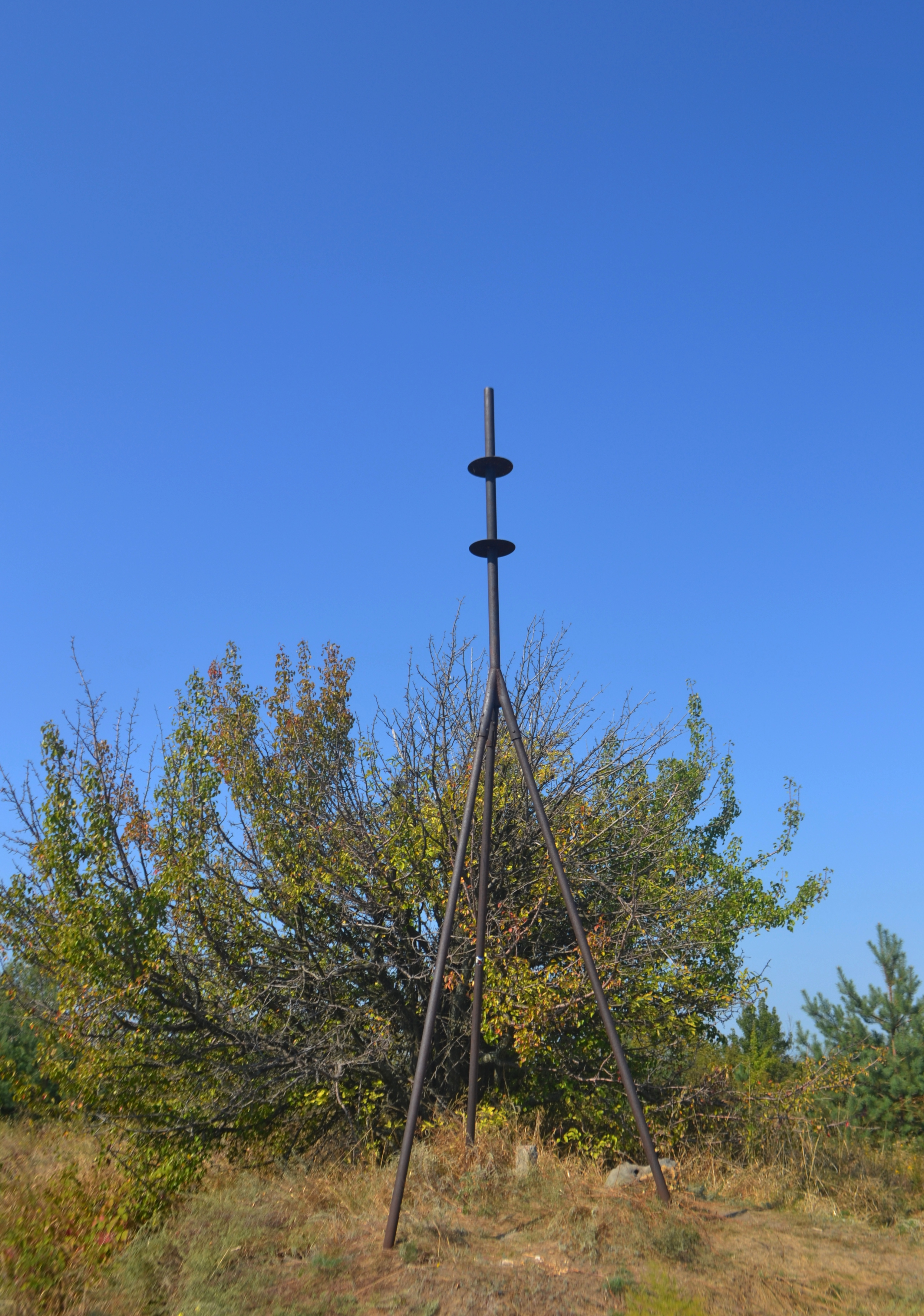
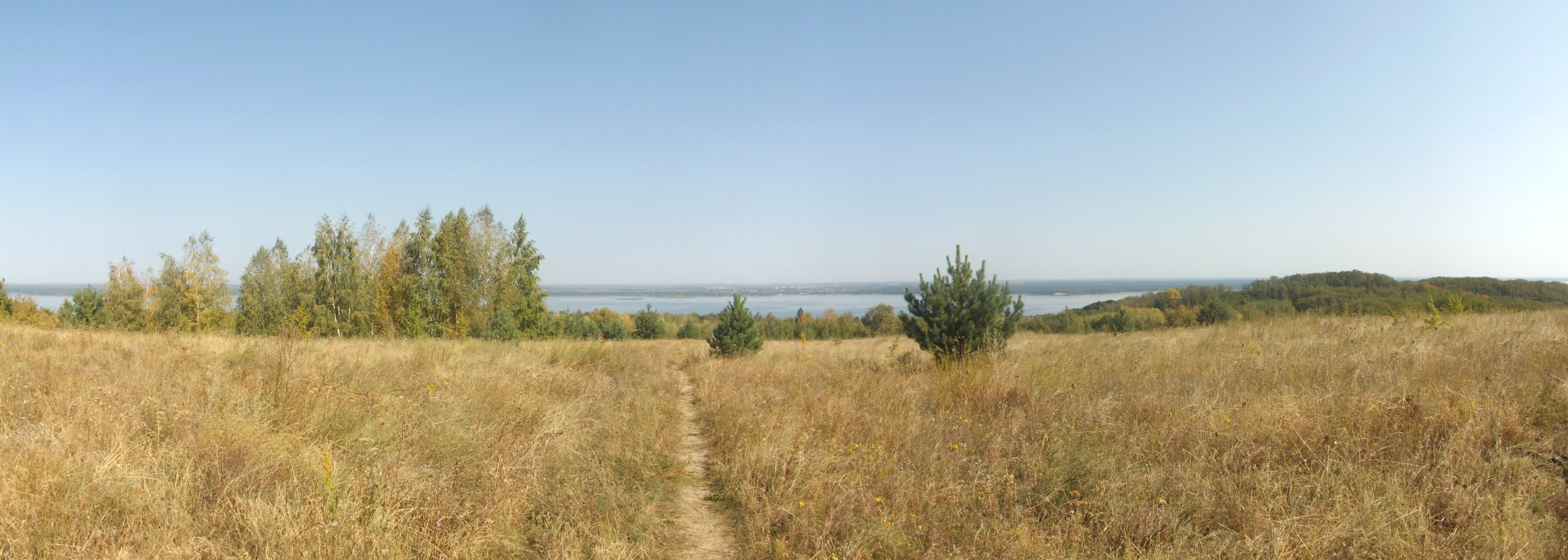
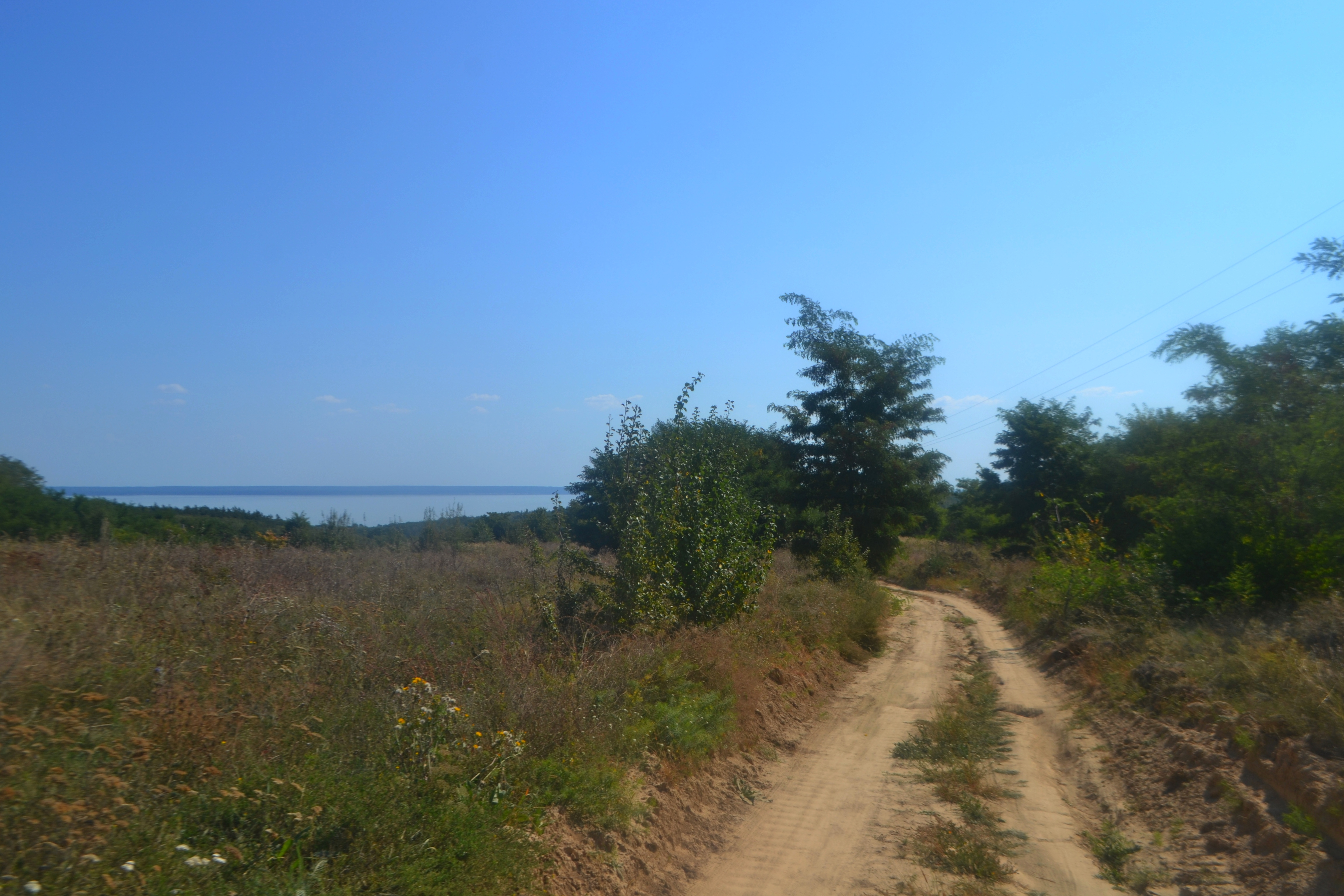